# Wapen van Nieuwe Pekela

Het wapen van Nieuwe Pekela

Het wapen van Nieuwe Pekela werd op 2 januari 1903 per Koninklijk Besluit aan de Groninger gemeente Nieuwe Pekela verleend. Vanaf 1990 is het wapen niet langer als gemeentewapen in gebruik omdat de gemeente Nieuwe Pekela opging in de gemeente Pekela. Van het wapen van Nieuwe Pekela werd zijn het klokje en de klaverbladen overgenomen op het nieuwe wapen van Pekela. 

## Blazoenering
De blazoenering van het wapen luidt als volgt:
Linksgeschuind van keel en zilver; het eerste beladen met een klok van zilver; het tweede met een kerkgebouw, bestaande uit een schip met koorsluiting, de kerk en het koor verlicht door vier boogvensters en gedekt door een pannendak, overtopt van twee klaverbladen, aan de linkerzijde van het gebouw een lager portaal, insgelijks met een pannendak en een deur, alles van keel. Het schild gedekt met een gouden kroon van 3 bladeren en 2 paarlen.

## Verklaring
De klok is een zinspeling naar Feike Alles Clock, de belangrijkste vervener in het gebied in de eerste helft van de 17e eeuw. In de 17e eeuw ontstond het dorp Boven Pekel, de oorspronkelijke naam van Nieuwe Pekela. De kerk verwijst naar de bouw van de kerk na de kerkelijke splitsing van beide Pekela's in 1707. De klaverbladen boven het kerkje symboliseren het landbouwkarakter van de streek. 

## Verwante wapens

Wapen van Pekela